# 조충류
조충류(條蟲類)는 조충강(Cestoda)에 속하는 편형동물의 총칭으로 내부기생성을 띤다. 촌충(寸蟲)(tapeworm) 또는 도충(絛蟲)으로도 불린다. 체표는 큐티클로 덮여 있으며, 상피세포와 입, 소화관은 없다. 몸은 두부와 경부 그리고 많은 편절로 되어 있으며, 편절군은 체절제라고 하지 않고 횡분체라고 한다. 이들 중에는 편절이 없는 거머리모양의 종류도 있다. 두부는 근육성의 유조직으로 되어 있고 신경환이 있으며, 외부에 흡구, 흡엽, 흡반 등을 가진다. 편절에는 배설계, 신경계 외에 암수한몸의 생식계가 있다. 성체는 주로 척추동물의 소화관에 기생하나, 중간숙주는 무척추동물과 척추동물이다. 유생은 10개의 갈고리를 가지는 lychophora와 6개의 갈고리를 가지는 onchosphaera가 있다. 유생시기에 출아하는 종류가 있다.

## 하위 분류
- 단절아강 (Cestodaria)
  - 양선목 또는 암필리나목 (Amphilinidea) - 암필리나류
  - 원배목 또는 기로코텔레목 (Gyrocotylidea) - 기로코틸레
- 다절아강 (Eucestoda)
  - Aporidea
  - 과두목 (Caryophyllidea)
  - 원엽조충목 (Cyclophyllidea) - 갈고리촌충, 민촌충
  - Diphyllidea
  - Lecanicephalidea
  - Litobothridea
  - Nippotaeniidea
  - 변형조충목 또는 원두목 (Proteocephalidea) - 원두촌충류
  - 의엽조충목 (Pseudophyllidea) - 두릅반촌충, 고슴도치촌충, 넓은마디촌충
  - Spathebothriidea
  - 사엽조충목 (Tetraphyllidea) - 사엽촌충
  - 사문목 (Trypanorhyncha) - 네주둥이촌충류, 반주둥이촌충류, 주둥이촌충류

## 참고 문헌
- 《동물분류학》 - 한국동물분류학회(2008), 집현사